# Lista de atores do Universo Arrow
O Universo Arrow é uma franquia de mídia de universo ficcional compartilhado que é transmitido séries de super-heróis que vão ao ar no canal The CW, produzido pela DC Entertainment e baseado nos personagens que aparecem nas publicações da DC Comics. O universo compartilhado incluem seis séries em live-action, Arrow, Black Lightning, The Flash, Supergirl, DC's Legends of Tomorrow e Batwoman, e duas webséries animadas, Vixen e Freedom Fighters: The Ray.
Cada série possui seus próprios personagens principais: Stephen Amell como Oliver Queen / Arqueiro em Arrow; Grant Gustin como Barry Allen / Flash em The Flash; Megalyn Echikunwoke como Mari Jiwe McCabe / Vixen em Vixen; Melissa Benoist como Kara Danvers / Supergirl em Supergirl; Legends of Tomorrow apresenta um elenco conjunto incluindo o líder original, Arthur Darvill como Rip Hunter, líder seguinte Caity Lotz como Sara Lance / Canário Branco, ao lado de Victor Garber como Professor Martin Stein / Nuclear, Brandon Routh como Ray Palmer / O Átomo, Ciara Renée como Kendra Saunders / Mulher-Gavião, Franz Drameh como Jefferson "Jax" Jackson / Nuclear, Dominic Purcell como Mick Rory / Onda Térmica, Wentworth Miller como Leonard Snart / Capitão Frio, Falk Hentschel como Carter Hall / Gavião Negro, Amy Pemberton na voz de Gideon, Nick Zano como Nate Heywood / Aço, Maisie Richardson como Amaya Jiwe / Vixen, Matt Letscher como Eobard Thawne / Flash-Reverso, e Tala Ashe as Zari Tomaz; Cress Williams como Jefferson Pierce / Raio Negro em Black Lightning; Russell Tovey como Ray Terrill / The Ray em Freedom Fighters: The Ray; Ruby Rose como Kate Kane / Batwoman em Batwoman.

## Lista de indicadores
Estas tabelas incluem membros do elenco principal, bem como convidados notáveis que aparecem cruzando duas (ou mais) diferentes séries.
Uma célula cinza escuro indica o personagem não foi na temporada, ou que a presença do personagem na temporada ainda não foi anunciado.
Um P  indica o ator fazia parte do elenco principal para a temporada.
Um U  indica o ator fazia parte na temporada como um "Arrowverse regular".
Um V  indica um papel de voz apenas.
Um número ao lado do nome do personagem indica o personagem de um universo paralelo (ex: um 2  indica um personagem da Terra-2).
Uma letra na coluna de Outras séries indica o personagem veio a aparecer em outra série, e liga a seção apropriada para mais informações (B liga a Batwoman, F liga a The Flash, V liga a Vixen, L liga a Legends of Tomorrow, S liga a Supergirl, SL liga a "Superman & Lois" e FF liga a Freedom Fighters).

## Arrow
| Personagem                                   | Temporada 1 (2012–13)       | Temporada 2 (2013–14)       | Temporada 3 (2014–15)       | Temporada 4 (2015–16)       | Temporada 5 (2016–17)       | Temporada 6 (2017–18)       | Temporada 7 (2018–19)                 | Temporada 8 (2019–20)                  | Outras séries               |
| Introduzidos na temporada 1                  | Introduzidos na temporada 1 | Introduzidos na temporada 1 | Introduzidos na temporada 1 | Introduzidos na temporada 1 | Introduzidos na temporada 1 | Introduzidos na temporada 1 | Introduzidos na temporada 1           | Introduzidos na temporada 1            | Introduzidos na temporada 1 |
| -------------------------------------------- | --------------------------- | --------------------------- | --------------------------- | --------------------------- | --------------------------- | --------------------------- | ------------------------------------- | -------------------------------------- | --------------------------- |
| John Diggle Espartano                        | David RamseyP               | David RamseyP               | David RamseyP               | David RamseyP               | David RamseyP               | David RamseyP               | David RamseyP                         | David RamseyP                          | F • L • S                   |
| Roy Harper Arsenal                           | Colton Haynes               | Colton HaynesP              | Colton HaynesP              | Colton Haynes               |                             | Colton Haynes               | Colton HaynesP                        | Colton Haynes                          |                             |
| Laurel Lance Canário Negro                   | Katie CassidyP              | Katie CassidyP              | Katie CassidyP              | Katie CassidyP              | Katie CassidyU              | Katie Cassidy               | Katie Cassidy                         | Katie Cassidy                          | F • V • L                   |
| Quentin Lance                                | Paul BlackthorneP           | Paul BlackthorneP           | Paul BlackthorneP           | Paul BlackthorneP           | Paul BlackthorneP           | Paul BlackthorneP           | Paul Blackthorne                      | Paul Blackthorne                       | F • L                       |
| Sara Lance Canário / Canário Branco          | Jacqueline MacInnes Wood    | Caity Lotz                  | Caity Lotz                  | Caity Lotz                  | Caity Lotz                  | Caity Lotz                  | Caity Lotz                            | Caity Lotz                             | F • L • S • B               |
| Malcolm Merlyn Arqueiro Negro / Ra's al Ghul | John Barrowman              | John Barrowman              | John BarrowmanP             | John BarrowmanP             | John BarrowmanU             |                             | John Barrowman                        | John Barrowman                         | F • L                       |
| Tommy Merlyn                                 | Colin DonnellP              | Colin Donnell               | Colin Donnell               |                             |                             | Colin Donnell               | Colin Donnell                         | Colin Donnell                          |                             |
| Lyla Michaels Precursora                     | Audrey Marie Anderson       | Audrey Marie Anderson       | Audrey Marie Anderson       | Audrey Marie Anderson       | Audrey Marie Anderson       | Audrey Marie Anderson       | Audrey Marie Anderson                 | Audrey Marie Anderson                  | F • S • B                   |
| Moira Queen                                  | Susanna ThompsonP           | Susanna ThompsonP           | Susanna ThompsonV           |                             | Susanna Thompson            |                             |                                       | Susanna Thompson                       |                             |
| Oliver Queen Arqueiro Verde                  | Stephen AmellP              | Stephen AmellP              | Stephen AmellP              | Stephen AmellP              | Stephen AmellP              | Stephen AmellP              | Stephen AmellP                        | Stephen AmellP                         | F • V • L • S               |
| Thea Queen Speedy                            | Willa HollandP              | Willa HollandP              | Willa HollandP              | Willa HollandP              | Willa HollandP              | Willa HollandP              | Willa Holland                         | Willa Holland                          | F                           |
| Felicity Smoak Overwatch                     | Emily Bett Rickards         | Emily Bett RickardsP        | Emily Bett RickardsP        | Emily Bett RickardsP        | Emily Bett RickardsP        | Emily Bett RickardsP        | Emily Bett RickardsP                  | Emily Bett Rickards                    | F • V • L • S               |
| Slade Wilson Exterminador                    | Manu Bennett                | Manu BennettP               | Manu Bennett                |                             | Manu Bennett                | Manu Bennett                |                                       | Manu Bennett                           |                             |
| Introduzidos na temporada 2                  |                             |                             |                             |                             |                             |                             |                                       |                                        |                             |
| Barry Allen Flash                            |                             | Grant Gustin                | Grant Gustin                | Grant Gustin                | Grant Gustin                | Grant Gustin                | Grant Gustin                          | Grant Gustin                           | F • V • S • L               |
| Samantha Clayton                             |                             | Anna Hopkins                |                             | Anna Hopkins                | Anna Hopkins                | Anna Hopkins                |                                       |                                        | F                           |
| Nyssa al Ghul                                |                             | Katrina Law                 | Katrina Law                 | Katrina Law                 | Katrina Law                 | Katrina Law                 | Katrina Law                           | Katrina Law                            | L                           |
| Linda Park                                   |                             | Olivia Cheng                |                             |                             |                             |                             |                                       |                                        | F                           |
| Cisco Ramon Vibro                            |                             | Carlos Valdes               | Carlos Valdes               | Carlos Valdes               | Carlos Valdes               | Carlos Valdes               | Carlos Valdes                         |                                        | F • V • S • L • FF          |
| Caitlin Snow Nevasca                         |                             | Danielle Panabaker          | Danielle Panabaker          | Danielle Panabaker          |                             | Danielle Panabaker          | Danielle Panabaker                    |                                        | F • L • S • FF              |
| William Tockman Rei Relógio                  |                             | Robert Knepper              |                             |                             |                             |                             |                                       |                                        | F                           |
| Introduzidos na temporada 3                  |                             |                             |                             |                             |                             |                             |                                       |                                        |                             |
| Ra's al Ghul                                 |                             |                             | Matthew Nable               |                             |                             |                             |                                       |                                        | L                           |
| Ray Palmer Átomo                             |                             |                             | Brandon Routh               | Brandon Routh               | Brandon Routh               |                             |                                       | Brandon Routh                          | F • V • L • S               |
| Jake Simmons Deathbolt                       |                             |                             | Doug Jones                  |                             |                             |                             |                                       |                                        | F                           |
| Introduzidos na temporada 4                  |                             |                             |                             |                             |                             |                             |                                       |                                        |                             |
| Aldus Boardman                               |                             |                             |                             | Peter Francis James         |                             |                             |                                       |                                        | L                           |
| Damien Darhk                                 |                             |                             |                             | Neal McDonough              | Neal McDonough              |                             |                                       |                                        | F • L                       |
| Eleanor "Nora" Darhk                         |                             |                             |                             | Tuesday Hofmann             |                             |                             |                                       |                                        | L                           |
| Curtis Holt Senhor Incrível                  |                             |                             |                             | Echo Kellum                 | Echo KellumP                | Echo KellumP                | Echo KellumP                          | Echo Kellum                            | L • FF                      |
| Introduzidos na temporada 5                  |                             |                             |                             |                             |                             |                             |                                       |                                        |                             |
| Adrian Chase Prometheus                      |                             |                             |                             |                             | Josh SegarraP               | Josh Segarra                |                                       | Josh Segarra                           |                             |
| Dinah Drake Canário Negro                    |                             |                             |                             |                             | Juliana Harkavy             | Juliana HarkavyP            | Juliana HarkavyP                      | Juliana HarkavyP                       | L                           |
| Rene Ramirez Cão Raivoso                     |                             |                             |                             |                             | Rick Gonzalez               | Rick GonzalezP              | Rick GonzalezP                        | Rick GonzalezP                         | L                           |
| Introduzidos na temporada 6                  |                             |                             |                             |                             |                             |                             |                                       |                                        |                             |
| Ricardo Diaz Dragon                          |                             |                             |                             |                             |                             | Kirk Acevedo                | Kirk AcevedoP                         |                                        |                             |
| Introduzidos na temporada 7                  |                             |                             |                             |                             |                             |                             |                                       |                                        |                             |
| Connor Hawke                                 |                             |                             |                             |                             |                             |                             | Joseph David-Jones                    | Joseph David-JonesP                    |                             |
| Roger Hayden Pirata-Pisíquico                |                             |                             |                             |                             |                             |                             | Bob Frazer                            |                                        | S                           |
| Mar Novu Monitor                             |                             |                             |                             |                             |                             |                             | LaMonica Garrett                      | LaMonica GarrettP                      | F • L • S • B               |
| Emiko Queen Arqueiro Verde                   |                             |                             |                             |                             |                             |                             | Sea ShimookaP                         | Sea Shimooka                           |                             |
| Mia Smoak Blackstar                          |                             |                             |                             |                             |                             |                             | Katherine McNamara                    | Katherine McNamaraP                    | S • B                       |
| Introduzidos em outras séries                |                             |                             |                             |                             |                             |                             |                                       |                                        |                             |
| Jim Corrigan                                 |                             |                             |                             |                             |                             |                             |                                       | Stephen Lobo                           |                             |
| Ryan Choi                                    |                             |                             |                             |                             |                             |                             |                                       | Osric Chau                             |                             |
| William Clayton                              |                             |                             |                             | Jack Moore                  | Jack Moore                  | Jack Moore                  | Jack Moore (jovem) Ben Lewis (adulto) | Jack Moore (jovem) Ben Lewis (adulto)P |                             |
| Alex Danvers38                               |                             |                             |                             |                             |                             |                             | Chyler Leigh                          |                                        |                             |
| Kara Danvers Supergirl38                     |                             |                             |                             |                             | Melissa Benoist             | Melissa Benoist             | Melissa Benoist                       | Melissa Benoist                        |                             |
| John Deegan                                  |                             |                             |                             |                             |                             |                             | Jeremy Davies                         |                                        |                             |
| John Diggle, Jr.                             |                             |                             |                             |                             | Keon Boateng                | Keon Boateng                | Marcello Guede                        | Charlie Barnett                        |                             |
| Talia al Ghul                                |                             |                             |                             |                             | Lexa Doig                   |                             |                                       | Lexa Doig                              |                             |
| Gideon                                       |                             |                             |                             |                             | Amy Pemberton               |                             |                                       |                                        |                             |
| Carter Hall Gavião Negro                     |                             |                             |                             | Falk Hentschel              |                             |                             |                                       |                                        |                             |
| Nate Heywood Aço                             |                             |                             |                             |                             | Nick Zano                   |                             |                                       |                                        |                             |
| J'onn J'onzz Caçador de Marte                |                             |                             |                             |                             |                             |                             |                                       | David Harewood                         |                             |
| Kate Kane Batwoman                           |                             |                             |                             |                             |                             |                             | Ruby Rose                             | Ruby Rose                              |                             |
| Clark Kent Superman38                        |                             |                             |                             |                             |                             |                             | Tyler Hoechlin                        | Tyler Hoechlin                         |                             |
| Lois Lane                                    |                             |                             |                             |                             |                             |                             |                                       | Elizabeth Tulloch                      |                             |
| Brie Larvan Bandit                           |                             |                             |                             | Emily Kinney                |                             |                             |                                       |                                        |                             |
| Laurel Lance Sereia Negra2                   |                             |                             |                             |                             | Katie CassidyU              | Katie CassidyP              | Katie CassidyP                        | Katie CassidyP                         |                             |
| Lex Luthor                                   |                             |                             |                             |                             |                             |                             |                                       | Jon Cryer                              |                             |
| Mari Jiwe McCabe Vixen                       |                             |                             |                             | Megalyn Echikunwoke         |                             |                             |                                       |                                        |                             |
| Mobius Anti-Monitor                          |                             |                             |                             |                             |                             |                             |                                       | LaMonica GarrettP                      |                             |
| Kendra Saunders Mulher-Gavião                |                             |                             |                             | Ciara Renée                 |                             |                             |                                       |                                        |                             |
| Vandal Savage                                |                             |                             |                             | Casper Crump                |                             |                             |                                       |                                        |                             |
| David Singh                                  |                             |                             |                             |                             | Patrick Sabongui            |                             | Patrick Sabongui                      |                                        |                             |
| Iris West                                    |                             |                             |                             |                             |                             | Candice Patton              | Candice Patton                        |                                        |                             |
| Introduzidos fora do Universo Arrow          |                             |                             |                             |                             |                             |                             |                                       |                                        |                             |
| Barry Allen Flash90                          |                             |                             |                             |                             |                             |                             | John Wesley Shipp                     |                                        |                             |
| John Constantine                             |                             |                             |                             | Matt Ryan                   |                             |                             |                                       |                                        |                             |

## The Flash
| Personagem                                   | Temporada 1 (2014–15)        | Temporada 2 (2015–16)        | Temporada 3 (2016–17)       | Temporada 4 (2017–18)       | Temporada 5 (2018–19)       | Temporada 6 (2019–20)       | Temporada 7 (2021)          | Outras séries               |
| Introduzidos na temporada 1                  | Introduzidos na temporada 1  | Introduzidos na temporada 1  | Introduzidos na temporada 1 | Introduzidos na temporada 1 | Introduzidos na temporada 1 | Introduzidos na temporada 1 | Introduzidos na temporada 1 | Introduzidos na temporada 1 |
| -------------------------------------------- | ---------------------------- | ---------------------------- | --------------------------- | --------------------------- | --------------------------- | --------------------------- | --------------------------- | --------------------------- |
| Grodd                                        | David SobolovV               | David SobolovV               | David SobolovV              |                             |                             | David SobolovV              |                             | L                           |
| Cecille Horton                               | Danielle Nicolet             |                              | Danielle Nicolet            | Danielle Nicolet            | Danielle NicoletP           | Danielle NicoletP           | Danielle NicoletP           | S                           |
| Brie Larvan Bandit                           | Emily Kinney                 |                              |                             |                             | Emily Kinney                |                             |                             | A                           |
| Mick Rory Onda Térmica                       | Dominic Purcell              | Dominic Purcell              | Dominic Purcell             | Dominic Purcell             |                             |                             |                             | L • A • S • B               |
| Kendra Saunders Mulher-Gavião                | Ciara Renée                  | Ciara Renée                  |                             |                             |                             |                             |                             | A • L                       |
| Leonard Snart Capitão Frio                   | Wentworth Miller             | Wentworth Miller             | Wentworth MillerU           | Wentworth Miller            |                             |                             |                             | L                           |
| David Singh                                  | Patrick Sabongui             | Patrick Sabongui             | Patrick Sabongui            | Patrick Sabongui            | Patrick Sabongui            | Patrick Sabongui            | Patrick Sabongui            | A • S                       |
| Clarissa Stein                               | Isabella Hofmann             | Isabella Hofmann             |                             |                             |                             |                             |                             | L • S                       |
| Martin Stein Nuclear                         | Victor Garber                | Victor Garber                | Victor Garber               | Victor Garber               |                             |                             |                             | V • L • S                   |
| Eddie Thawne                                 | Rick CosnettP                | Rick Cosnett                 | Rick Cosnett                |                             |                             |                             |                             |                             |
| Eobard Thawne Flash-Reverso                  | Tom CavanaghP Matt Letscher  | Tom Cavanagh Matt Letscher   | Matt Letscher               | Tom Cavanagh                | Tom Cavanagh                | Tom Cavanagh                |                             | L • A • S                   |
| Harrison Wells                               | Tom Cavanaugh                |                              |                             |                             |                             |                             | Tom Cavanaugh P             |                             |
| Iris West                                    | Candice PattonP              | Candice PattonP              | Candice PattonP             | Candice PattonP             | Candice PattonP             | Candice PattonP             | Candice PattonP             | L • A • S • B               |
| Joe West                                     | Jesse L. MartinP             | Jesse L. MartinP             | Jesse L. MartinP            | Jesse L. MartinP            | Jesse L. MartinP            | Jesse L. MartinP            | Jesse L. MartinP            | S                           |
| Introduzidos na temporada 2                  |                              |                              |                             |                             |                             |                             |                             |                             |
| William Clayton                              |                              | Jack Moore                   |                             |                             |                             |                             |                             | A                           |
| Carter Hall Gavião Negro                     |                              | Falk Hentschel               |                             |                             |                             |                             |                             | A • L                       |
| Jefferson "Jax" Jackson Nuclear              |                              | Franz Drameh                 | Franz Drameh                |                             |                             |                             |                             | V • L • S                   |
| Shay Lamden Tubarão-Rei                      |                              | David Hayter                 | David Hayter                | David Hayter                |                             |                             |                             | S                           |
| Laurel Lance Sereia Negra2                   |                              | Katie Cassidy                |                             |                             |                             |                             |                             | A                           |
| Vandal Savage                                |                              | Casper Crump                 |                             |                             |                             |                             |                             | A • L                       |
| Lewis Snart                                  |                              | Michael Ironside             |                             |                             |                             |                             |                             | L                           |
| Harrison Wells2                              |                              | Tom CavanaghP                | Tom CavanaghP               | Tom CavanaghP               |                             | Tom Cavanagh                | Tom Cavanagh                | S                           |
| Jesse Wells Jesse Quick                      |                              | Violett Beane                | Violett Beane               | Violett Beane               |                             |                             |                             | L                           |
| Wally West Kid Flash                         |                              | Keiynan LonsdaleP            | Keiynan LonsdaleP           | Keiynan LonsdaleP           | Keiynan Lonsdale            | Keiynan Lonsdale            |                             | S • L                       |
| Introduzidos na temporada 3                  |                              |                              |                             |                             |                             |                             |                             |                             |
| Smith "Glasses"                              |                              |                              | Donnelly Rhodes             |                             |                             |                             |                             | L                           |
| Harrison "H.R." Wells19                      |                              |                              | Tom CavanaghP               |                             |                             |                             | Tom Cavanagh                |                             |
| Julian Albert Alquimia                       |                              |                              | Tom Felton                  |                             |                             |                             |                             |                             |
| Introduzidos na temporada 4                  |                              |                              |                             |                             |                             |                             |                             |                             |
| Clifford DeVoe Pensador                      |                              |                              |                             | Neil SandilandsP            |                             |                             |                             |                             |
| Ralph Dibny Homem Elástico                   |                              |                              |                             | Hartley Sawyer              | Hartley SawyerP             | Hartley SawyerP             | Stand-in sem nome           |                             |
| Ray Terrill The Ray                          |                              |                              |                             | Russell Tovey               |                             |                             |                             | L • FF                      |
| Leonard "Leo" Snart Cidadão FrioX            |                              |                              |                             | Wentworth Miller            |                             |                             |                             | L                           |
| Introduzidos na temporada 5                  |                              |                              |                             |                             |                             |                             |                             |                             |
| Orlin Dwyer Cicada                           |                              |                              |                             |                             | Chris KleinP                |                             |                             |                             |
| Joss Jackam Maga do Clima                    |                              |                              |                             |                             | Reina Hardesty              |                             |                             | L                           |
| Kate Kane Batwoman                           |                              |                              |                             |                             | Ruby Rose                   | Ruby Rose                   |                             | A • B • S                   |
| Lois Lane                                    |                              |                              |                             |                             | Elizabeth Tulloch           | Elizabeth Tulloch           |                             | L • S • B • SL              |
| Harrison "Sherloque" Wells221                |                              |                              |                             |                             | Tom CavanaghP               |                             | Tom Cavanagh                |                             |
| Introduzidos na temporada 6                  |                              |                              |                             |                             |                             |                             |                             |                             |
| Allegra Garcia                               |                              |                              |                             |                             |                             | Kayla Compton               | Kayla ComptonP              | A                           |
| Ryan Choi                                    |                              |                              |                             |                             |                             | Osric Chau                  |                             | A • L                       |
| Jim Corrigan                                 |                              |                              |                             |                             |                             | Stephen Lobo                |                             | A                           |
| Eva McCulloch Mestre dos Espelhos            |                              |                              |                             |                             |                             | Efrat Dor                   | Efrat Dor                   | A                           |
| Chester P. Runk                              |                              |                              |                             |                             |                             | Brandon McKnight            | Brandon McKnightP           |                             |
| Harrison "Nash" Wells Pária                  |                              |                              |                             |                             |                             | Tom CavanaghP               | Tom CavanaghP               | S • L                       |
| Introduzidos em outras séries                |                              |                              |                             |                             |                             |                             |                             |                             |
| Barry Allen Flash                            | Grant GustinP Logan Williams | Grant GustinP Logan Williams | Grant GustinP               | Grant GustinP               | Grant GustinP               | Grant GustinP               | Grant GustinP               |                             |
| Samantha Clayton                             | Anna Hopkins                 | Anna Hopkins                 |                             |                             |                             |                             |                             |                             |
| Alex Danvers38                               |                              |                              |                             | Chyler Leigh                |                             |                             |                             |                             |
| Kara Danvers Supergirl38                     |                              |                              | Melissa Benoist             | Melissa Benoist             | Melissa Benoist             | Melissa Benoist             |                             |                             |
| Damien Darhk                                 |                              | Neal McDonough               |                             |                             |                             |                             |                             |                             |
| John Diggle Spartan                          | David Ramsey                 | David Ramsey                 | David Ramsey                | David Ramsey                | David Ramsey                | David Ramsey                |                             |                             |
| J'onn J'onzz Caçador de Marte                |                              |                              | David Harewood              |                             |                             | David Harewood              |                             |                             |
| Clark Kent Superman38                        |                              |                              |                             |                             | Tyler Hoechlin              | Tyler Hoechlin              |                             |                             |
| Laurel Lance Canário Negro                   | Katie Cassidy                |                              |                             |                             |                             |                             |                             |                             |
| Quentin Lance                                | Paul Blackthorne             |                              |                             |                             |                             |                             |                             |                             |
| Sara Lance Canário / Canário Branco          |                              |                              | Caity Lotz                  | Caity Lotz                  |                             | Caity Lotz                  |                             |                             |
| Lois Lane                                    |                              |                              |                             |                             | Elizabeth Tulloch           | Elizabeth Tulloch           |                             |                             |
| Lex Luthor                                   |                              |                              |                             |                             |                             | Jon Cryer                   |                             |                             |
| Mestre da Música                             |                              |                              | Darren Criss                |                             |                             |                             |                             |                             |
| Malcolm Merlyn Arqueiro Negro / Ra's al Ghul |                              | John Barrowman               | John BarrowmanU             |                             |                             |                             |                             |                             |
| Lyla Michaels Precursora                     |                              | Audrey Marie Anderson        | Audrey Marie Anderson       |                             |                             | Audrey Marie Anderson       |                             |                             |
| Mobius Anti-Monitor                          |                              |                              |                             |                             |                             | LaMonica GarrettP           |                             |                             |
| Mon-El                                       |                              |                              | Chris Wood                  |                             |                             |                             |                             |                             |
| Mar Novu O Monitor                           |                              |                              |                             |                             | LaMonica Garrett            | LaMonica GarrettP           |                             |                             |
| Ray Palmer Átomo                             | Brandon Routh                |                              | Brandon Routh               |                             |                             | Brandon Routh               |                             |                             |
| Linda Park                                   | Malese Jow                   | Malese Jow                   |                             |                             |                             |                             |                             |                             |
| Jefferson Pierce Raio Negro                  |                              |                              |                             |                             |                             | Cress Williams              |                             |                             |
| Oliver Queen Arqueiro / Arqueiro Verde       | Stephen Amell                | Stephen Amell                | Stephen Amell               | Stephen Amell               | Stephen Amell               | Stephen Amell               |                             |                             |
| Thea Queen Speedy                            |                              | Willa Holland                | Willa Holland               |                             |                             |                             |                             |                             |
| Cisco Ramon Vibe                             | Carlos ValdesP               | Carlos ValdesP               | Carlos ValdesP              | Carlos ValdesP              | Carlos ValdesP              | Carlos ValdesP              | Carlos ValdesP              |                             |
| Winslow "Winn" Schott, Jr.38                 |                              |                              | Jeremy Jordan               |                             |                             |                             |                             |                             |
| Jake Simmons Deathbolt                       | Doug Jones                   |                              |                             |                             |                             |                             |                             |                             |
| Felicity Smoak Overwatch                     | Emily Bett Rickards          | Emily Bett Rickards          | Emily Bett Rickards         | Emily Bett Rickards         |                             |                             |                             |                             |
| Mia Smoak Arqueira Verde                     |                              |                              |                             |                             |                             | Katherine McNamara          |                             |                             |
| Caitlin Snow Nevasca                         | Danielle PanabakerP          | Danielle PanabakerP          | Danielle PanabakerP         | Danielle PanabakerP         | Danielle PanabakerP         | Danielle PanabakerP         | Danielle PanabakerP         |                             |
| Lily Stein                                   |                              |                              | Christina Brucato           |                             |                             |                             |                             |                             |
| Eve Teschmacher38                            |                              |                              | Andrea Brooks               |                             |                             |                             |                             |                             |
| William Tockman Rei Relógio                  | Robert Knepper               |                              |                             |                             |                             |                             |                             |                             |
| Nora West-Allen XS                           |                              |                              |                             | Jessica Parker Kennedy      | Jessica Parker KennedyP     |                             |                             |                             |
| Introduzidos fora do Universo Arrow          |                              |                              |                             |                             |                             |                             |                             |                             |
| Barry Allen Flash90                          |                              |                              |                             |                             | John Wesley Shipp           | John Wesley Shipp           |                             |                             |
| John Constantine                             |                              |                              |                             |                             |                             | Matt Ryan                   |                             |                             |
| Clark Kent Superman96                        |                              |                              |                             |                             |                             | Brandon Routh               |                             |                             |

## Vixen
| Personagem                             | Temporada 1 (2015)          | Temporada 2 (2016)          | Outras séries               |
| Introduzidos na temporada 1            | Introduzidos na temporada 1 | Introduzidos na temporada 1 | Introduzidos na temporada 1 |
| -------------------------------------- | --------------------------- | --------------------------- | --------------------------- |
| Mari Jiwe McCabe Vixen                 | Megalyn EchikunwokeP V      | Megalyn EchikunwokeP V      | A • FF                      |
| Kuasa                                  | Anika Noni RoseV            | Anika Noni RoseV            | L                           |
| Introduzidos em outras séries          |                             |                             |                             |
| Barry Allen Flash                      | Grant GustinV               | Grant GustinV               |                             |
| Jefferson "Jax" Jackson Nuclear        |                             | Franz DramehV               |                             |
| Laurel Lance Canário Negro             |                             | Katie CassidyU V            |                             |
| Ray Palmer Átomo                       |                             | Brandon RouthV              |                             |
| Oliver Queen Arqueiro / Arqueiro Verde | Stephen AmellV              | Stephen AmellV              |                             |
| Cisco Ramon Vibro                      | Carlos ValdesV              | Carlos ValdesV              |                             |
| Felicity Smoak Overwatch               | Emily Bett RickardsV        | Emily Bett RickardsV        |                             |
| Martin Stein Nuclear                   |                             | Victor GarberV              |                             |

## Supergirl
| Personagem                      | Temporada 1 (2015–16)            | Temporada 2 (2016–17)            | Temporada 3 (2017–18)       | Temporada 4 (2018–19)       | Temporada 5 (2019–20)       | Outras séries               |    |
| Introduzidos na temporada 1     | Introduzidos na temporada 1      | Introduzidos na temporada 1      | Introduzidos na temporada 1 | Introduzidos na temporada 1 | Introduzidos na temporada 1 | Introduzidos na temporada 1 |    |
| ------------------------------- | -------------------------------- | -------------------------------- | --------------------------- | --------------------------- | --------------------------- | --------------------------- | -- |
| Alex Danvers                    | Chyler LeighP Jordana Taylor     | Chyler LeighP Jordana Taylor     | Chyler LeighP               | Chyler LeighP               | Chyler LeighP               | A • F • L                   |    |
| Kara Danvers Supergirl          | Melissa BenoistP Malina Weissman | Melissa BenoistP Malina Weissman | Melissa BenoistP            | Melissa BenoistP            | Melissa BenoistP            | A • F • L • B               |    |
| Cat Grant                       | Calista FlockhartP               | Calista Flockhart                | Calista Flockhart           |                             |                             |                             |    |
| J'onn J'onzz Caçador de Marte   | David HarewoodP                  | David HarewoodP                  | David HarewoodP             | David HarewoodP             | David HarewoodP             | F                           |    |
| Clark Kent Superman             | Kevin Caliber (não creditado)    | Tyler Hoechlin                   |                             | Tyler Hoechlin              | Tyler Hoechlin              | A • F • L • B • SL          |    |
| Sam Lane                        | Glenn Morshower                  |                                  |                             |                             |                             |                             | SL |
| James Olsen Guardião            | Mehcad BrooksP                   | Mehcad BrooksP                   | Mehcad BrooksP              | Mehcad BrooksP              | Mehcad BrooksP              |                             |    |
| Winslow "Winn" Schott, Jr.      | Jeremy JordanP                   | Jeremy JordanP                   | Jeremy JordanP              |                             | Jeremy Jordan               | F                           |    |
| Introduzidos na temporada 2     |                                  |                                  |                             |                             |                             |                             |    |
| Lena Luthor                     |                                  | Katie McGrath                    | Katie McGrathP              | Katie McGrathP              | Katie McGrathP              |                             |    |
| Mestre da Música                |                                  | Darren Criss                     |                             |                             |                             | F                           |    |
| Mon-El                          |                                  | Chris WoodP                      | Chris WoodP                 |                             | Chris Wood                  | F                           |    |
| Maggie Sawyer                   |                                  | Floriana LimaP                   | Floriana Lima               |                             |                             |                             |    |
| Eve Teschmacher                 |                                  | Andrea Brooks                    | Andrea Brooks               | Andrea Brooks               | Andrea BrooksP              | F                           |    |
| Introduzidos na temporada 3     |                                  |                                  |                             |                             |                             |                             |    |
| Samantha Arias Régia            |                                  |                                  | Odette AnnableP             |                             | Odette Annable              |                             |    |
| Querl "Brainy" Dox Brainiac 5   |                                  |                                  | Jesse Rath                  | Jesse RathP                 | Jesse RathP                 |                             |    |
| Kara OvergirlX                  |                                  |                                  | Melissa Benoist             |                             |                             | A • F • L • FF              |    |
| Oliver Arqueiro NegroX          |                                  |                                  | Stephen Amell               |                             |                             | A • F • L                   |    |
| Nora West-Allen XS              |                                  |                                  | Jessica Parker Kennedy      |                             |                             | F                           |    |
| Introduzidos na temporada 4     |                                  |                                  |                             |                             |                             |                             |    |
| Lois Lane                       |                                  |                                  |                             | Elizabeth Tulloch           | Elizabeth Tulloch           | F • L • B                   |    |
| Ben Lockwood Agente Liberdade   |                                  |                                  |                             | Sam WitwerP                 | Sam Witwer                  |                             |    |
| Lex Luthor                      |                                  |                                  |                             | Jon Cryer                   | Jon Cryer                   | A • B • F • L               |    |
| Nia Nal Sonhadora               |                                  |                                  |                             | Nicole MainesP              | Nicole MainesP              | L                           |    |
| Kelly Olsen                     |                                  |                                  |                             | Azie Tesfai                 | Azie TesfaiP                |                             |    |
| Introduzidos na temporada 5     |                                  |                                  |                             |                             |                             |                             |    |
| Andrea Rojas Acrata             |                                  |                                  |                             |                             | Julie GonzaloP              |                             |    |
| William Dey                     |                                  |                                  |                             |                             | Staz NairP                  |                             |    |
| Introduzidos em outras séries   |                                  |                                  |                             |                             |                             |                             |    |
| Barry Allen Flash               | Grant Gustin                     | Grant Gustin                     | Grant Gustin                | Grant Gustin                | Grant Gustin                |                             |    |
| Roger Hayden Pirata-Psíquico    |                                  |                                  |                             | Bob Frazer                  |                             |                             |    |
| Cecille Horton                  |                                  |                                  | Danielle Nicolet            |                             |                             |                             |    |
| Jefferson "Jax" Jackson Nuclear |                                  |                                  | Franz Drameh                |                             |                             |                             |    |
| Kate Kane Batwoman              |                                  |                                  |                             | Ruby Rose                   | Ruby Rose                   |                             |    |
| Sara Lance Canário Branco       |                                  |                                  | Caity Lotz                  |                             | Caity Lotz                  |                             |    |
| Lyla Michaels Harbringer        |                                  |                                  |                             |                             | Audrey Marie Anderson       |                             |    |
| Mar Novu O Monitor              |                                  |                                  |                             | LaMonica Garrett            | LaMonica GarrettP           |                             |    |
| Oliver Queen Arqueiro Verde     |                                  |                                  | Stephen Amell               | Stephen Amell               | Stephen Amell               |                             |    |
| Ray Palmer Átomo                |                                  |                                  |                             |                             | Brandon Routh               |                             |    |
| Cisco Ramon Vibro               |                                  | Carlos Valdes                    | Carlos Valdes               | Carlos Valdes               |                             |                             |    |
| Mick Rory Onda Térmica          |                                  |                                  | Dominic Purcell             |                             |                             |                             |    |
| David Singh                     |                                  |                                  | Patrick Sabongui            |                             |                             |                             |    |
| Felicity Smoak Overwatch        |                                  |                                  | Emily Bett Rickards         |                             |                             |                             |    |
| Mia Smoak Arqueira Verde        |                                  |                                  |                             |                             | Katherine McNamara          |                             |    |
| Caitlin Snow Nevasca            |                                  |                                  | Danielle Panabaker          | Danielle Panabaker          |                             |                             |    |
| Clarissa Stein                  |                                  |                                  | Isabella Hofmann            |                             |                             |                             |    |
| Lily Stein                      |                                  |                                  | Christina Brucato           |                             |                             |                             |    |
| Martin Stein Nuclear            |                                  |                                  | Victor Garber               |                             |                             |                             |    |
| Harrison Wells2                 |                                  |                                  | Tom Cavanagh                |                             |                             |                             |    |
| "Nash" Wells Pária              |                                  |                                  |                             |                             | Tom Cavanagh                |                             |    |
| Iris West                       |                                  |                                  | Candice Patton              |                             |                             |                             |    |
| Joe West                        |                                  |                                  | Jesse L. Martin             |                             |                             |                             |    |
| Wally West Kid Flash            |                                  |                                  | Keiynan Lonsdale            |                             |                             |                             |    |

## Legends of Tomorrow
| John Diggle, Jr. Connor Hawke / Arqueiro Verde | Joseph David-Jones                  |                               |                                |                            | Marcello Guede             | A     |
| Talia al Ghul                                  | Milli Wilkinson                     |                               |                                |                            |                            | A     |
| Gideon                                         | Amy PembertonP V                    | Amy PembertonP V              | Amy PembertonP V               | Amy PembertonP V           | Amy PembertonP V           | A     |
| Rip Hunter                                     | Arthur DarvillP                     | Arthur DarvillP               | Arthur Darvill                 |                            |                            |       |
| Introduzidos na temporada 2                    |                                     |                               |                                |                            |                            |       |
| Nate Heywood Aço                               |                                     | Nick ZanoP                    | Nick ZanoP                     | Nick ZanoP                 | Nick ZanoP                 | A     |
| Amaya Jiwe Vixen                               |                                     | Maisie Richardson-SellersP    | Maisie Richardson-SellersP     |                            |                            |       |
| Lily Stein                                     |                                     | Christina Brucato             | Christina Brucato              |                            |                            | F • S |
| Introduzidos na temporada 3                    |                                     |                               |                                |                            |                            |       |
| Zari Tomaz                                     |                                     |                               | Tala AsheP                     | Tala AsheP                 | Tala AsheP                 |       |
| Ava Sharpe                                     |                                     |                               | Jes Macallan                   | Jes MacallanP              | Jes MacallanP              |       |
| Introduzidos na temporada 4                    |                                     |                               |                                |                            |                            |       |
| Charlie                                        |                                     |                               |                                | Maisie Richardson-SellersP | Maisie Richardson-SellersP |       |
| Mona Wu                                        |                                     |                               |                                | Ramona YoungP              | Ramona Young               |       |
| Introduzidos em outras séries                  |                                     |                               |                                |                            |                            |       |
| Barry Allen Flash                              |                                     | Grant Gustin                  | Grant Gustin                   |                            | Grant Gustin               |       |
| Aldus Boardman                                 | Peter Francis James                 |                               |                                |                            |                            |       |
| Ryan Choi                                      |                                     |                               |                                |                            | Osric Chau                 |       |
| Alex Danvers                                   |                                     |                               | Chyler Leigh                   |                            | Chyler Leigh               |       |
| Kara Danvers Supergirl                         |                                     | Melissa Benoist               | Melissa Benoist                |                            | Melissa Benoist            |       |
| Damien Darhk                                   | Neal McDonough                      | Neal McDonough                | Neal McDonough                 |                            | Neal McDonough             |       |
| Eleanor "Nora" Darhk                           |                                     |                               | Courtney Ford Madeleine Arthur | Courtney FordP             | Courtney FordP             |       |
| John Diggle Espartano                          |                                     | David Ramsey                  | David Ramsey                   |                            | David Ramsey               |       |
| Dinah Drake Canário Negro                      |                                     |                               |                                |                            | Juliana Harkavy            |       |
| Ra's al Ghul                                   | Matthew Nable                       |                               |                                |                            |                            |       |
| Nyssa al Ghul                                  | Katrina Law                         |                               |                                |                            |                            |       |
| Smith "Glasses"                                |                                     | Donnelly Rhodes Jacob Richter | Jacob Richter                  |                            |                            |       |
| Grodd                                          |                                     |                               | David SobolovV                 |                            |                            |       |
| Carter Hall Gavião Negro                       | Falk HentschelP                     |                               |                                |                            |                            |       |
| Curtis Holt Senhor Incrível                    |                                     |                               | Echo Kellum                    |                            |                            |       |
| Joss Jackam Maga do Clima                      |                                     |                               |                                |                            | Reina Hardesty             |       |
| Jefferson "Jax" Jackson Nuclear                | Franz DramehP                       | Franz DramehP                 | Franz DramehP                  |                            |                            |       |
| J'onn J'onzz Caçador de Marte                  |                                     |                               |                                |                            | David Harewood             |       |
| Kate Kane Batwoman                             |                                     |                               |                                |                            | Ruby Rose                  |       |
| Clark Kent Superman                            |                                     |                               |                                |                            | Tyler Hoechlin             |       |
| Kuasa                                          |                                     |                               | Tracy Ifeachor                 |                            |                            |       |
| Laurel Lance Canário Negro                     | Katie Cassidy                       | Katie CassidyU                |                                |                            |                            |       |
| Quentin Lance                                  | Paul Blackthorne                    |                               |                                |                            |                            |       |
| Sara Lance Canário / Canário Branco            | Caity LotzP                         | Caity LotzP                   | Caity LotzP                    | Caity LotzP                | Caity LotzP                |       |
| Lois Lane                                      |                                     |                               |                                |                            | Elizabeth Tulloch          |       |
| Lex Luthor                                     |                                     |                               |                                |                            | Jon Cryer                  |       |
| Malcolm Merlyn Arqueiro Negro / Ra's al Ghul   |                                     | John BarrowmanU               |                                |                            |                            |       |
| Lyla Michaels Precursora                       |                                     |                               |                                |                            | Audrey Marie Anderson      |       |
| Mobius Anti-Monitor                            |                                     |                               |                                |                            | LaMonica Garrett           |       |
| Nia Nal Sonhadora                              |                                     |                               |                                |                            | Nicole Maines              |       |
| Mar Novu Monitor                               |                                     |                               |                                | LaMonica Garrett           |                            |       |
| Ray Palmer Átomo                               | Brandon RouthP                      | Brandon RouthP                | Brandon RouthP Jack Fisher     | Brandon RouthP             | Brandon RouthP             |       |
| Jefferson Pierce Raio Negro                    |                                     |                               |                                |                            | Cress Williams             |       |
| Oliver Queen Arqueiro Verde                    | Stephen Amell                       | Stephen Amell                 | Stephen Amell                  |                            | Stephen AmellV             |       |
| Rene Ramirez Cão Raivoso                       |                                     |                               |                                |                            | Rick Gonzalez              |       |
| Cisco Ramon Vibro                              | Carlos Valdes                       | Carlos Valdes                 | Carlos Valdes                  |                            |                            |       |
| Mick Rory Onda Térmica                         | Dominic PurcellP Mitchell Kummen    | Dominic PurcellP              | Dominic PurcellP               | Dominic PurcellP           | Dominic PurcellP           |       |
| Kendra Saunders Mulher-Gavião                  | Ciara RenéeP                        |                               |                                |                            |                            |       |
| Vandal Savage                                  | Casper Crump                        |                               |                                | Casper Crump               |                            |       |
| Felicity Smoak Overwatch                       | Emily Bett Rickards                 | Emily Bett Rickards           | Emily Bett Rickards            |                            |                            |       |
| Leonard Snart Capitão Frio                     | Wentworth MillerP                   | Wentworth MillerU             |                                |                            |                            |       |
| Leonard "Leo" Snart Cidadão FrioX              |                                     |                               | Wentworth Miller               |                            |                            |       |
| Lewis Snart                                    | Jason Beaudoin                      |                               |                                |                            |                            |       |
| Caitlin Snow Nevasca                           |                                     | Danielle Panabaker            | Danielle Panabaker             |                            | Danielle Panabaker         |       |
| Clarissa Stein                                 | Isabella Hofmann Chanelle Stevenson | Emily Tennant                 | Isabella Hofmann               |                            |                            |       |
| Martin Stein Nuclear                           | Victor GarberP Graeme McComb        | Victor GarberP Graeme McComb  | Victor GarberP Graeme McComb   |                            |                            |       |
| Ray Terrill The Ray                            |                                     |                               | Russell Tovey                  |                            |                            |       |
| Eobard Thawne Flash-Reverso                    |                                     | Matt LetscherP                | Tom Cavanagh                   |                            |                            |       |
| Harrison Wells2                                |                                     |                               | Tom Cavanagh                   |                            |                            |       |
| Harrison "Nash" Wells Pária                    |                                     |                               |                                |                            | Tom Cavanagh               |       |
| Iris West                                      |                                     |                               | Candice Patton                 |                            |                            |       |
| Wally West Kid Flash                           |                                     |                               | Keiynan LonsdaleP              |                            |                            |       |
| Introduzidos fora do Universo Arrow            |                                     |                               |                                |                            |                            |       |
| John Constantine                               |                                     |                               | Matt Ryan                      | Matt RyanP                 | Matt RyanP                 |       |
| Clark Kent Superman96                          |                                     |                               |                                |                            | Brandon Routh              |       |

## Freedom Fighters: The Ray
| Personagem                    | Temporada 1 (2017)         | Temporada 2 (2018)         | Outras séries              |
| Introduzido na temporada 1    | Introduzido na temporada 1 | Introduzido na temporada 1 | Introduzido na temporada 1 |
| ----------------------------- | -------------------------- | -------------------------- | -------------------------- |
| Jenny Knight Lady FantasmaX   | Dilshad VadsariaP V        | Dilshad VadsariaP V        |                            |
| John Trujillo Condor NegroX   | Jason MitchellP V          | Jason MitchellP V          |                            |
| Introduzidos em outras séries |                            |                            |                            |
| Kara OvergirlX                | Melissa BenoistV           | Melissa BenoistV           |                            |
| Curtis Holt Senhor Incrível   |                            | Echo KellumV               |                            |
| Mari McCabe Vixen             |                            | Megalyn EchikunwokeV       |                            |
| Cisco Ramon Vibro             | Carlos ValdesV             | Carlos ValdesV             |                            |
| Caitlin Snow Nevasca          | Danielle PanabakerV        |                            |                            |
| Tornado VermelhoX             | Iddo GoldbergV             |                            |                            |
| Ray Terrill The Ray           | Russell ToveyP V           | Russell ToveyP V           |                            |

## Batwoman
| Personagem                          | Temporada 1 (2019–20)       | Temporada 2 (2021)          | Outras séries               |
| Introduzidos na temporada 1         | Introduzidos na temporada 1 | Introduzidos na temporada 1 | Introduzidos na temporada 1 |
| ----------------------------------- | --------------------------- | --------------------------- | --------------------------- |
| Luke Fox                            | Camrus JohnsonP             | Camrus JohnsonP             |                             |
| Catherine Hamilton-Kane             | Elizabeth AnweisP           | Elizabeth AnweisP           |                             |
| Mary Hamilton                       | Nicole KangP                | Nicole KangP                |                             |
| Beth Kane Alice                     | Rachel SkarstenP Ava Sleeth | Rachel SkarstenP            |                             |
| Jacob Kane                          | Dougray ScottP              | Dougray ScottP              |                             |
| Sophie Moore                        | Meagan TandyP               | Meagan TandyP               |                             |
| Introduzidos na temporada 2         |                             |                             |                             |
| Ryan Wilder Batwoman                |                             | Javicia LeslieP             |                             |
| Introduzidos em outras séries       |                             |                             |                             |
| Kara Danvers Supergirl              | Melissa Benoist             |                             |                             |
| Kate Kane Batwoman                  | Ruby RoseP Gracyn Shinyei   |                             |                             |
| Clark Kent Superman                 | Tyler Hoechlin              |                             |                             |
| Sara Lance Canário Branca           | Caity Lotz                  |                             |                             |
| Lois Lane                           | Elizabeth Tulloch           |                             |                             |
| Lex Luthor                          | Jon Cryer                   |                             |                             |
| Lyla Michaels Precursora            | Audrey Marie Anderson       |                             |                             |
| Mar Novu Monitor                    | LaMonica Garrett            |                             |                             |
| Ray Palmer Átomo                    | Brandon Routh               |                             |                             |
| Mick Rory Onda Térmica              | Dominic Purcell             |                             |                             |
| Mia Smoak Arqueira Verde            | Katherine McNamara          |                             |                             |
| Iris West                           | Candice Patton              |                             |                             |
| Introduzidos fora do Universo Arrow |                             |                             |                             |
| John Constantine                    | Matt Ryan                   |                             |                             |
| Clark Kent Superman96               | Brandon Routh               |                             |                             |